# Sergi Bruguera
Sergi Bruguera i Torner (* 16. ledna 1971, Barcelona) je bývalý profesionální španělský tenista. Jeho nejlepší umístění na mezinárodním žebříčku ATP bylo třetí místo v srpnu 1994. Jedná se o antukového specialistu.
Bruguera vyhrál za svou kariéru 14 turnajů ATP ve dvouhře, z toho 2 grandslamové turnaje (French Open v letech 1993 a 1994):
- 1991 - Estoril, Monte Carlo, Athény
- 1992 - Madrid, Gstaad, Palermo
- 1993 - Monte Carlo, French Open, Gstaad, Praha, Bordeaux
- 1994 - French Open, Gstaad, Praha